# Wiesemscheid
Wiesemscheid é um município da Alemanha localizada no distrito de Ahrweiler, no estado da Renânia-Palatinado.
É membro da associação municipal de Adenau.

## Demografia
Evolução da população (em 31 de dezembro de cada ano):
| - 1815 – 248 - 1835 – 221 - 1871 – 163 - 1905 – 164 - 1939 – 192 - 1950 – 211 | - 1961 – 186 - 1965 – 186 - 1970 – 190 - 1975 – 206 - 1980 – 206 - 1985 – 219 | - 1987 – 218 - 1990 – 267 - 1995 – 279 - 2000 – 286 - 2005 – 279 - 2006 - 295 |

 Fonte: Statistisches Landesamt Rheinland-Pfalz